# Armenia ai XXI Giochi olimpici invernali
L'Armenia ha partecipato ai XXI Giochi olimpici invernali di Vancouver, che si sono svolti dal 12 al 28 febbraio 2010, con una delegazione di 4 atleti.

## Sci alpino
| Gara   | Atleta          | 1° manche    | 2° manche | Tempo totale | Posizione |
| ------ | --------------- | ------------ | --------- | ------------ | --------- |
| Slalom | Arsen Nersisyan | squalificato |           |              |           |

| Gara   | Atleta                  | 1° manche    | 2° manche | Tempo totale | Posizione |
| ------ | ----------------------- | ------------ | --------- | ------------ | --------- |
| Slalom | Ani-Matilda Serebrakian | squalificata |           |              |           |

## Sci di fondo
| Gara                   | Atleta               | Tempo   | Posizione |
| ---------------------- | -------------------- | ------- | --------- |
| 10 km a tecnica libera | Kristine Khachatryan | 34'17"5 | 76        |

| Gara                   | Atleta            | Tempo   | Posizione |
| ---------------------- | ----------------- | ------- | --------- |
| 15 km a tecnica libera | Sergey Mikayelyan | 37'58"9 | 70        |